# Džahanzeb Banu Begum
Džahanzeb Banu Begum (? – 1705), známá také jako Džani Begum, byla mughalská princezna a hlavní konkubína Muhammada Azam Šáha, dědice císaře Aurangzeba, který se stal mughalským vládcem v roce 1707.
Italský spisovatel a cestovatel, Niccolao Manucci, který pracoval pro jejího otce, ji popsal jako krásnou a kurážnou ženu.

## Rodina a mládí
Džahanzeb byla dcerou korunního prince Dary Šikoha, nejstaršího syna a dědice císaře Šáhdžahána. Její matka, Nadira Banu Begum, byla mughalská princezna a byla dcerou prince Muhammada Parvize, druhého syna císaře Džahangíra a Šáhdžahánova staršího polovičního bratra. Dara Šikoh byl pro Šáhdžahána oblíbeným synem a představoval si ho jako svého dědice. Oblíben byl i jeho starší sestrou Džahanara Begum. Džahanara také organizovala skupinu podporující jejího mladšího bratra a sama jej výrazně podporovala.
Nadira Begum zemřela v roce 1659 během útoku na palác a pár dní po její smrti byl Dara Šikoh popraven na příkaz jeho mladšího bratra Aurangzeba. Po jeho smrti se stal nástupcem Aurangzeb a po smrti Šáhdžahána se stal šestým mughalským vládcem. Džahanzeb se tedy stala sirotkem, když oba její rodiče zemřeli. Poté, co byl novým vládcem korunován vrah jejího otce, byla dána do péče své tetě Roshanara Begum. Roshanara Džahanzéb údajně týrala.
Byla tedy poslána na pevnosti v Ágře, kde byl vězněn její dědeček Šáhdžahán. Zde se o ni starala její starší teta Džahanara Begum jako o svou vlastní dceru. V její péči Džahanzeb vyrostla v krásnou a kultivovanou princeznu. Když Jahanara v roce 1681 zemřela, odkázala Džahanzeb všechny své drahokamy jako své oblíbené neteři.

## Manželství
Dne 3. ledna 1669 se Džahanzeb provdala za svého bratrance, prince Muhammada Azama, nejstaršího syna jejího strýce Aurangzeba a jeho hlavní manželky Dilras Banu Begum. Svatební obřad byl organizován její tetou Džahanarou a byl jednou z největších událostí, které se v jejím paláci odehrály.
Nejstaršího syna porodila 4. srpna 1670. Byl svým dědečkem pojmenován Bidar Bakht. Aurangzeb během svého života projevil princi Bidaru Bakhtovi svou náklonnost a bezmeznou lásku. Zahrnoval jej odmala drahými dary a později jej stanovil svým generálem. Na konci Aurangzebova života byl poté jeho nejvíce oblíbeným vnoučetem.
Po sňatku hrála Džahanzeb v domě svého manžela hned několik rolí. Dvě z nich vyčnívaly nejvíce. První by mohla být široce popsána jako vojenská, druhá spíše jako méně dramatická, ale kritická. Princezna udržovala ve své domácnosti harmonické vztahy svým kultivovaným a silným přátelským duchem. Udržovala přátelské vztahy s většinou členů princovy domácnosti. Její schopnosti se nejvíce projevily v zimě roku 1702, kdy její manžel a jeho hlavní lovec a koka Mir Hedyatullah začali otevřený konflikt během jednoho z lovů. Azam byl velmi naštvaný a svého koku vyhostil ze svého domu. Na Džahanzeb to působilo přehnaně a prosila svého manžela, aby mu odpustil, což nakonec udělal. O pár dní později se se Mir Hedyatullah vrátil zpět do Azamova domu na svou starou funkci.
Princezna byla také zodpovědná za vztahy svého manžela se svým synem Bidarem. Bohužel vztahy mezi nimi byly rozvráceny místokrálem Málvy (sousedící gudžarát, kde Azam sloužil) na počátku 18. století. Džahanzeb prosila svého strýce Aurangzeba, aby navštívil Bidara a ji, jelikož se dlouho neviděli. Mladý princ tedy poté mohl svou matku na sedm dní navštívit.
Vojenské stíhání
Role Džahanzeb v manželově domácnosti by se dala popsat jako vojenská. V roce 1679 nechala princezna manželovy vojáky více než tři týdny hledat svého manžela, který se dlouho nevracel od svého otce Aurangzeba. O tři roky později, v roce 1682, nechala své vlastní slony, aby ušlapali Marathskou armádu útočící na Mughaly. Sama osobně rozdávala vojákům kopí a vyhrožovala, že spáchá sebevraždu, pokud mughalská armáda padne. Znovu se do bitvy vrátila v letech 1685–6, kdy Azamova armáda ztratila velké množství mužů během invaze do Bidžápuru a zbytek mužů ztratilo morálku.

## Smrt
Džahanzeb zemřela v roce 1705 kvůli nádoru v pravém ňadru. Francouzský doktor Mons Martin napsal, že princezna mohla být vyšetřena pouze svými ženskými příbuznými žijícími v Dillí, takže nemohlo být přesně určeno, čím přesně princezna trpí. Princezna odmítala na vyšetření i ženy, které pily víno, aby její tělo nebylo poškozeno před Bohem. Nemoc se tedy nadále rozvíjela další dva roky a nejspíše zemřela v nesnesitelných bolestech. Po její smrti upadl její manžel Azam do hlubokého zármutku a po zbytek svého života byl zachmuřený.